# Diplectrona subtriangulata
Diplectrona subtriangulata är en nattsländeart som beskrevs av Kumanski 1979. Diplectrona subtriangulata ingår i släktet Diplectrona och familjen ryssjenattsländor. Inga underarter finns listade i Catalogue of Life.